# Levin von der Schulenburg
Levin von der Schulenburg (* 9. November 1581 in Libbesdorf; † 23. Dezember 1640 in  Schochwitz) war Landrat auf Schochwitz, Libbesdorf und Erdeborn.

## Leben
Er war Angehöriger des weit verzweigten Adelsgeschlechts derer von der Schulenburg und Sohn des Dompropstes zu Havelberg, Levin von der Schulenburg (1528–1587), und dessen Ehefrau Fredeke von Alvensleben (1552–1622) aus Kalbe (Milde). Nach dem Schulbesuch am Gymnasium zu Halle (Saale) immatrikulierte er sich 1590 an der Universität Leipzig und wechselte 1599 an die Universität Wittenberg. Dort beendete er 1605 sein Studium. Als überzeugter Protestant erlaubte er 1604 auf Schloss Schochwitz eine öffentliche Disputation zwischen dem Lutheraner Dr. Albertus Grauerus, Rektor in Eisleben, und dem reformierten Superintendenten Dr. Wolfgang Amling aus Zerbst. Über diese Diskussion wurden mehrere Streitschriften verfasst.
1607 brach er zu einer Kavalierstour nach Frankreich auf, kehrte aber schon im Laufe desselben Jahres krank wieder zurück. 1612 heiratete Schulenburg seine Verwandte Elisabeth von der Schulenburg. Nach fünfjähriger Ehe starb 1617 Elisabeth. Nach einer mehrjährigen Trauerzeit verheiratete sich Schulenburg 1619 mit Anna von Bodendorf. Im selben Jahr wurde er durch Fürst Ludwig I. von Anhalt-Köthen in die Fruchtbringende Gesellschaft aufgenommen. Als Gesellschaftsname wurde ihm der Liebliche und als Motto Durchaus zugedacht. Als Emblem wird Schulenburg ein Rosenstock mit einer leibfarbenen schönen Rosen ausgeblühet verliehen. Im Köthener Gesellschaftsbuch findet sich Schulenburgs Eintrag unter der Nr. 27.
Zusammen mit seinem Verwandten Werner von Hahn wurde er Vormund von Vollrad Ludolf von Krosigk, dessen Eltern 1626 bzw. 1627 verstarben. Levin von der Schulenburg hatte auch das Amt eines Landrates im Fürstentum Anhalt inne und als solcher war er Mitglied des Engeren Ständeausschusses. Am 23. Dezember 1640 starb Schulenburg im Alter von 59 Jahren auf Schloss Schochwitz.